# تخطيط سياحي
التخطيط السياحي هو رسم صورة تقديرية مستقبلية للصناعة السياحية في بلد معين، وفق برنامج يسير على خطوات فترة زمنية محددة إما بعيدة أو قريبة المدى، مع تحديد أهداف الخطة السياحية لتحقيق تنمية سياحية مستدامة.
التخطيط السياحي لا يقتصر على الجهات الرسمية، وإنما يجب أن يُنظر إليه على أنه برنامج عمل مشترك بين القطاع العام والقطاع الخاص والأفراد والعاملين في فطاع الخدمات السياحية (المؤسسات ورجال الأعمال..)، والساكنة المحلية المضيفة، إلى ميدان التكوين السياحي، وكل المؤسسات والقطاعات والأفراد المرتبطين بالقطاع السياحي، سواء بشكل مباشر أو غير مباشر، هذا من جهة ومن جهة أخرى فالتخطيط السياحي يمتد ليشمل إشراك المستهلكين لهذه الخدمات وهم (السياح) سواء في إطار السياحة الداخلية أو الخارجية أو هما معا من اجل تحيق سياحة راشدة وسياحة منصفة ومسؤولة في إطار تنمية سياحية وتنمية اقتصادية تراعي مصالح الطرفين.
والتخطيط السياحي يمكن تعريفه على أنه الخطة أو البرنامج الذي يبتديء من مرحلة تحديد وصياغة الأهداف المراد تحقيقها، في فترة زمنية محددة، انتهاء بمرحلة التنفيذ والتطبيق لبرامج التخطيط السياحي، وما يمكن أن يشمله من تدخّلات وتعديلات في إطار التقويم والتقييم والتحليل والإستدراك.

## اهمية التخطيط السياحي الناجح

الأبعاد الثلاثة الرئيسية للنشاط السياحي

- يساعد التخطيط السياحي على تحديد وصيانة الموارد السياحية والاستفادة منها بشكل رشيد ومناسب في الوقت الحاضر والمستقبل في إطار سياحة مستدامة لتنمية مستدامة.[1]
- يساعد التخطيط السياحي على تكامل القطاع السياحي وربطه إيجابيا مع القطاعات السياحية الأخرى، مع تحقيق أهداف السياسات العامة للتنمية الاقتصادية والاجتماعية على كل مستوياتها.
- التخطيط السياحي يوفر المعلومات والبيانات والإحصائيات والخرائط والمخططات والتقارير والاستبيانات، مما يزيد في إثراء الميدان السياحي الوطني وتشجيع المستثمرين والمتدخلين في القطاع للعمل بشكل واضح بعيدا عن الضبابية في حال نذرة المعطيات والإستبيانات والإحصاءات الدقيقة..
- التخطيط السياحي يساعد على زيادة الفوائد الاقتصادية والاجتماعية وتقييم التراث الثقافي والطبيعي والتاريخي المحلي من خلال تطوير القطاع السياحي، وتوزيع ثمار تنميته على أفراد المجتمع في إطار سياحة منصفة وعادلة، كما يساعد في التحكم وإدارة سلبيات السياحة والتقليل منها وتحديد آثارها.
- التخطيط السياحي يساعد على وضع الخطط التفصيلية والرفع من نسبة إنجاحها، للرفع من مستوى المداخيل السياحية وتنظيم المجال السياحي.
- التخطيط السياحي يساعد على وضع الأسس المناسبة لتنفيذ الخطط والسياسات والبرامج التنموية المستمرة عن طريق إنشاء الأجهزة والمؤسسات لإدارة النشاط السياحي وتطوير الصناعة السياحية في الدولة.
- التخطيط السياحي يساهم في استمرارية تقويم التنمية السياحية ومواصلة التقدم في هذا الإطار. ومحاصرة السلبيات وتطوير وإغناء وخلق النقاط الإيجابية وتجاوز السلبيات في الأعوام والمخططات اللاحقة.[2]

## مستويات التخطيط السياحي
تتعدد مستويات للتخطيط السياحي يمكن التطرق إلى المستويات الرئيسية:
- التخطيط السياحي على المستوى المحلي (Local Level)
- التخطيط السياحي على المستوى الإقليمي (Regional Level)
- التخطيط السياحي على المستوى الوطني (National Level)
- التخطيط السياحي على المستوى الدولي (International Level)

## وصلات خارجية
- Global Code of Ethics for Tourism
- World Tourism Organization UNWTO
- د.محمدعرب الموسوي العلوم: مقالة التخطيط السياحي